# Helen Svedin
Helen Svedin (Sollefteå, 21 de outubro de 1974) é uma modelo sueca. Tornou-se conhecida como o rosto da empresa de varejo têxtil sueca Hennes & Mauritz.
Svedin é casada desde 2001 com o ex-futebolista português Luís Figo. Eles têm três filhas, Daniela (nascida 1999), Martina (nascida 2002) e Stella (nascida 2004). Eles vivem, atualmente, em Milão, na Itália, onde Figo jogou para a equipe local, Internazionale Milano. 
Svedin participou em anúncios de Ana Sousa, Arena, Don Algodón, Friday's Project, Giorgio Armani, Guess?, Isdin, Kia Motors, Land Rover, L'Oréal, Luciano Padovan, Nike, Vista Alegre, e Schwarzkopf.
Svedin foi capa de revista da GQ, Elle, Telva, Marie Claire, e Woman.